# Oleg Ignatovich
Oleg Ignatovich (?, ? - ?, ?) est un photographe photojournaliste russe.

## Biographie
Oleg Ignatovich est connu comme photographe de la Grande Guerre patriotique.

## Galerie

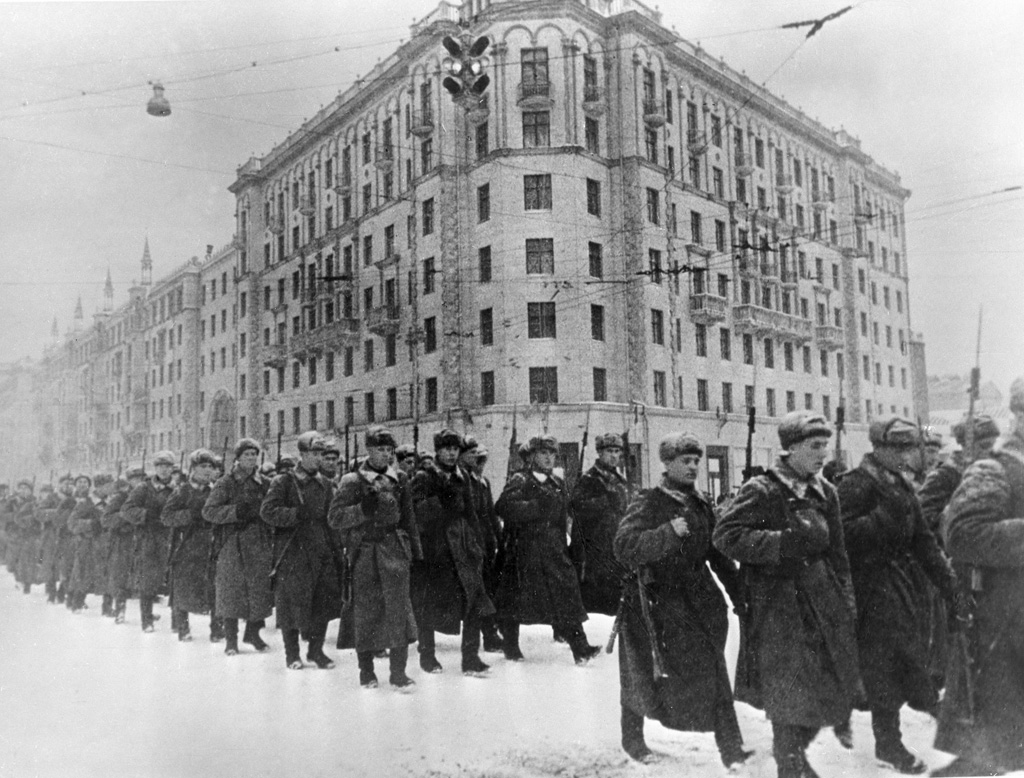